# Noah Howard

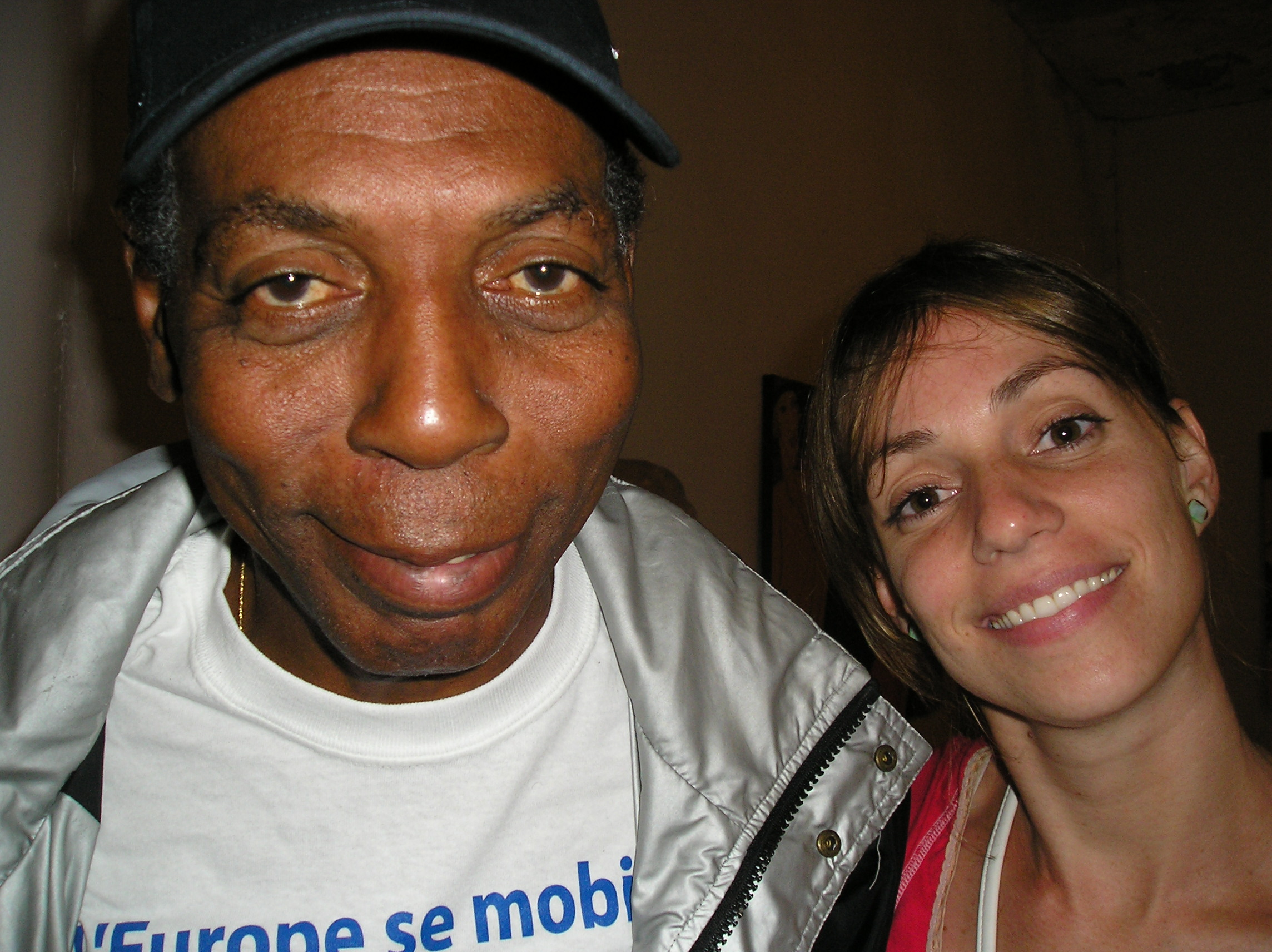
Noah Howard

Noah Howard (* 6. April 1943 in New Orleans; † 3. September 2010) war ein US-amerikanischer Altsaxophonist des Free Jazz, der sich in den letzten Jahren auch mit Weltmusik, Funk und Soul Jazz beschäftigte.

## Leben
Howard wuchs in New Orleans auf, wo er in seiner Jugend im Chor sang; Anfang der 1960er Jahre kam er nach Kalifornien, wo er mit Musikern wie Dewey Redman oder Sonny Simmons spielte. Er zog 1965 nach New York City, wo er rasch Anerkennung in der Free-Jazz-Szene fand und u. a. mit Archie Shepp arbeitete. Im Oktober 1966 entstand für das ESP-Disk Label sein Debütalbum At Judson Hall, bei dem auch der Pianist Dave Burrell mitwirkte.  1969 nahm er mit Albert Ayler auf und ging mit Frank Wright nach Europa. Dort arbeitete er mit Anthony Braxton, dem Art Ensemble of Chicago, aber auch mit Musikern der niederländischen und deutschen Szene. 1972 zog er nach Paris, 1982 zunächst nach Nairobi und schließlich nach Brüssel, wo er auch einen Jazzclub betrieb. Er trat mit Bobby Few, Jack Gregg, Wilber Morris, Kali Fasteau, Muhammad Ali, Kenny Clarke, Tammy Lynne Hall und französischen Musikern wie François Tusques oder Boulou Ferré auf. Er arbeitete regelmäßig mit der Dichterin Eve Packer, mit der er auch Platten vorlegte. In seinen letzten Jahren trat er auch wieder in New York auf.
2010 starb er vollkommen unerwartet während eines Urlaubs mit seiner Frau, Lieve Fransen, nachdem er wenige Tage zuvor seine Autobiographie fertiggestellt hatte.

## Diskografie (Auswahl)
- At Judson Hall (ESP-Disk, 1966)
- The Black Ark (Polydor, 1969)
- Frank Wright – Uhuru Na Umoja (America-Universal Music, 1970, mit Frank Wright, Bobby Few, Art Taylor)
- Berlin Concert (FMP/SAJ, 1975 mit Takashi Kako, Kent Carter, Oliver Johnson, Lamont Hampton)
- Schizophrenic Blues, Freee Music Production, Berlin 1978.
- Patterns/Message to South Africa (Eremite, 1971/1979, mit Han Bennink, Steve Boston, Earl Freeman, Misha Mengelberg, Jaap Schoonhoven bzw. Johnny Dyani, Kali Fasteau, Chris McGregor, Noel McGee)
- In Concert (Cadence Jazz Records, 1979) mit Bobby Few
- Live at the Unity Temple (Ayler, 1979) mit Bobby Few, Wilbur Morris
- Noah Howard/Bobby Kapp – Between Two Eternities (Cadence Jazz Records, 1999)

## Schriften
- Noah Howard music in my soul buddy’s knife jazzedition, Köln 2011, ISBN 978-3-00-034401-5.